# Кастельгранде
Кастельгранде (итал. Castelgrande) — коммуна в Италии, расположена в провинции Потенца, в регионе Базиликата. Расположенная на скалах, она датируется примерно 1000 годом, хотя следы человеческих поселений по всей территории более древние.
Население составляет 876 человек (на 01-01-2020), плотность населения – 25,1  чел./км². Занимает площадь 34,9 км². Почтовый индекс — 85050. Телефонный код — 0976.

## География
Коммуна находится в горах Южных Апеннин на высоте 950 м над уровнем моря; низшая географическая точка коммуны лежит на высоте 596 м, а высшей является вершина горы Топпо ди Кастельгранде (итал. Toppo di Castelgrande) на высоте 1250 м над уровнем моря. Вся территория коммуны относится к 1-й (высшей) категории сейсмоопасных зон. Коммуна граничит на юге с коммуной Муро-Лукано, на севере с коммуной Пескопагано, на северо-востоке с коммуной Рапоне, на востоке с коммуной Сан-Феле, а на западе с коммуной Лавьяно провинции Салерно региона Кампания (Италия).

## Инфраструктура
В 7 км севернее жилой части коммуны, на горе Топпо ди Кастельгранде, находится Астрономическая обсерватория Кастельгранде, на территории которой располагаются:
- обсерватория-филиал неаполитанской астрономической обсерватории Каподимонте (154-см телескоп; деятельность приостановлена с 2012 года)
- обсерватория ISON-Кастельгранде (код обсерватории – L28), координируемая коллаборацией ИПМ РАН и частной итальянской компании G.A.U.S.S.[итал.] и входящая в международную сеть обсерваторий ISON (22-см телескоп; построена в 2014 году, активна с 2017 года; с 2020 года входит в международную сеть IAWN, созданную Комитетом по использованию космического пространства в мирных целях ООН)[3][4]
- станция Национального института геофизики и вулканологии[итал.], занимающаяся мониторингом сейсмоактивности
- станция Центра космической геодезии имени Джузеппе Коломбо[итал.] для поддержки спутниковой системы навигации GPS

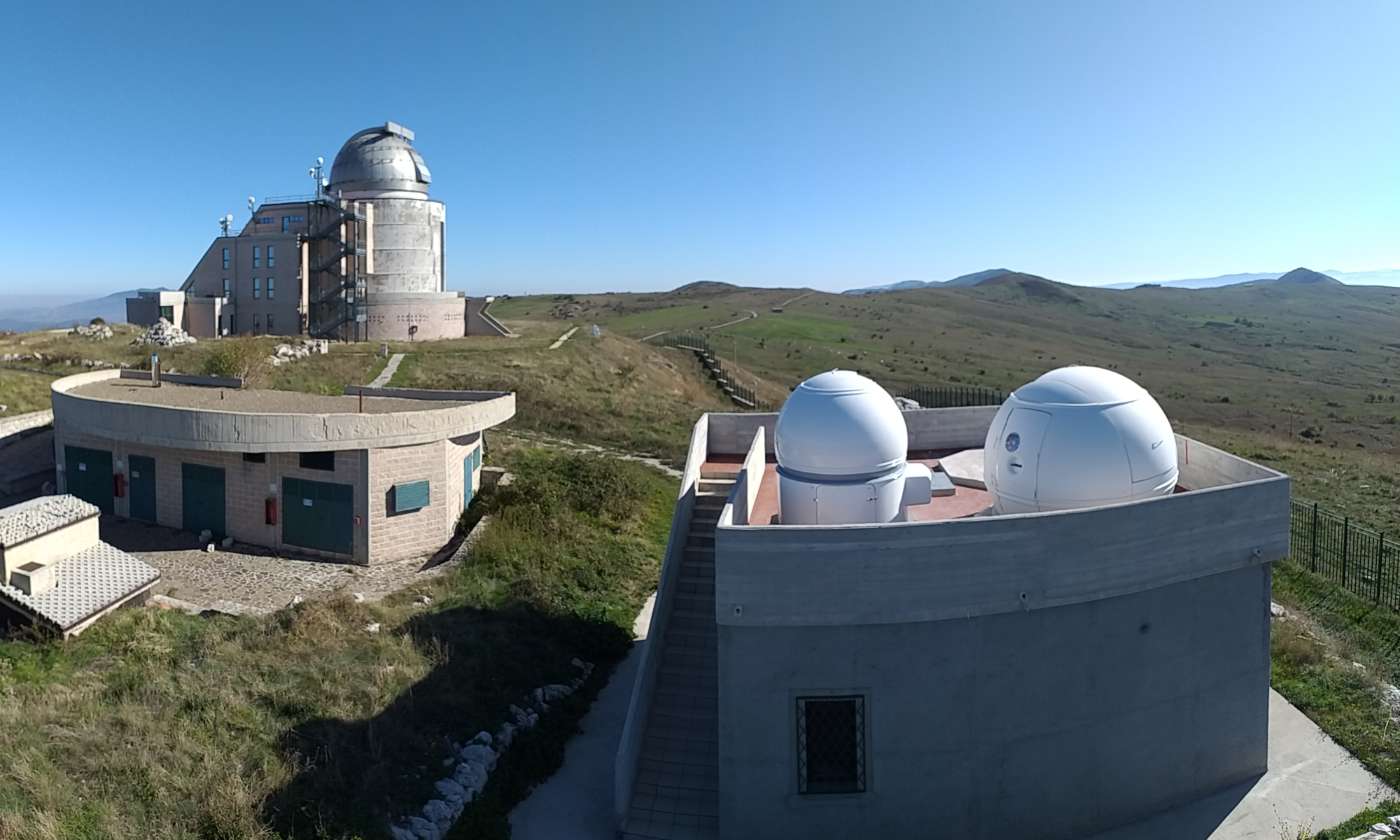
Территория Астрономической обсерватории Кастельгранде. Большое здание – обсерватория-филиал неаполитанской астрономической обсерватории Каподимонте. Малое здание с двумя куполами – обсерватория ISON-Кастельгранде.

## Транспорт
Через коммуну проходит Аппиева дорога, соединяющая Рим и Бриндизи. Действует автобусное соединение с соседними коммунами региона, вплоть до Потенцы. Ближайшая железнодорожная станция – станция Белла-Муро в 22 км от коммуны Кастельгранде. Ближайший аэропорт – Международный аэропорт Неаполя (аэропорт Каподикино) в 132 км от коммуны Кастельгранде.

## Культура
Покровителем коммуны почитается святой Вит, празднование 15 июня.

## Известные личности
- Гульельмо Гаспаррини (1804—1866) – итальянский ботаник и миколог, профессор Неаполитанского университета, член Национальной академии наук